# Славе Атанасовски
Славе Кръстанов Атанасовски, известен като Кръстанче (на македонска литературна норма: Славе Крстанов Атанасовски - Крстанче), е виден резбар от Република Македония. Янков е един от така наречената Голяма охридска четворка резбари: Димитри Янков, Петър Калайджиев и Наум Донев.

## Биография
Роден е в 1915 година в Охрид, тогава в Кралство Сърбия. Завършва Резбарското училище в Охрид в 1936 година. Ученик е на академичния скулптор Бранислав Йованчевич от Крагуевац (1929 – 1932) и на Бранко Шотра. Специализира в Белград при известния чешки майстор резбар Антон Книха и дърворезбаря Анте Бихич. След Втората световна война е преподавател в Резбарското училище в Охрид (1947 – 1949) и в Училището за приложни изкуства в Скопие, а след това работи в Резбарското ателие „Андон Дуков“ в Охрид (1950 – 1962) и в Охридския музей.
Автор е на над 2660 броя резбовани мебели, дървени икони, иконостаси, маски, розетки и други. Много от неговите творби се намират в катедралната църква „Свети Климент Охридски“ в Скопие, в църквата „Свети Атанасий“ в село Болно, Ресенско, в църквата „Света Богородица“ в Калища, Стружко, 25 творби има в Музея „25 май“ и в Двореца на федерацията, в така наречената Македонска зала, в Белград. Особено впечатляващи са резбованите стълбове с височина от 10,5 х 0,50 м ширина в церемониалната зала на Македонската академия на науките и изкуствата и двете розети в Двореца на федерацията в Белград. От създаването си е член на Дружеството на приложните художници на Македония. Има 17 самостоятелни изложби.
Умира на 1 април 1998 година в Охрид.